# Bud (Vorname)
Bud ist ein englischer männlicher Vorname.

## Herkunft und Bedeutung
Bud ist ursprünglich ein Spitzname und bedeutet Kumpel.

## Namensträger
- Bud Abbott (1895–1974), US-amerikanischer Schauspieler, eigentlich William Alexander Abbott
- Bud Cort (* 1948), US-amerikanischer Schauspieler, eigentlich Walter Edward Cox
- Bud Freeman (1906–1991), US-amerikanischer Tenor-Saxophonist
- Bud Gulka (* 1947), kanadischer Eishockeyspieler
- Bud Jacobson (1903–1960), US-amerikanischer Jazzmusiker
- Bud Powell (1924–1966), US-amerikanischer Jazz-Pianist, eigentlich Earl Bud Powell
- Bud Scott (1890–1949), US-amerikanischer Jazz-Pianist
- Bud Shank (1926–2009), US-amerikanischer Jazzmusiker, eigentlich Clifford Shank
- Bud Spencer (1929–2016), italienischer Schauspieler und Autor, eigentlich Carlo Pedersoli
- Bud Svendsen (1915–1996), US-amerikanischer American-Football-Spieler, eigentlich Earl Gilbert Svendsen